# Косато
Коса̀то (на италиански: Cossato; на пиемонтски: Cotsal, Коцал) е град и община в Северна Италия, провинция Биела, регион Пиемонт. Разположен е на 257 m надморска височина. Населението на общината е 14 826 души (към 2014 г.).